# Sindrome di Ramsay Hunt
Esistono tre sindromi neurologiche definite sindrome di Ramsay Hunt e tutte e tre prendono il nome dal loro scopritore, James Ramsay Hunt (1872–1937).
- La sindrome di Ramsay Hunt tipo I, chiamata anche sindrome cerebellare di Ramsay Hunt, è una rara forma di degenerazione cerebellare caratterizzata da epilessia mioclonica, atassia progressiva, tremore e demenza[1][2].

- La sindrome di Ramsay Hunt tipo II è una sindrome da riattivazione del virus Herpes zoster a livello del ganglio genicolato. Ha una presentazione clinica variabile, compresi paresi facciale, ipoacusia, vertigine e dolore[3][4].

- La sindrome di Ramsay Hunt tipo III, anche chiamata malattia di Hunt o paralisi di Artisan, è una neuropatia, di origine professionale, della branca palmare profonda del nervo ulnare [5].